# Sauber C8
La Sauber C8 è una vettura da competizione realizzata dalla Sauber appartenente alla categoria dei prototipi di Gruppo C. Partecipò con la squadra di Peter Sauber a quattro edizioni della 24 ore di Le Mans dal 1985 al 1988. È stata la prima Sauber motorizzata Mercedes.